# Sperring Point
Sperring Point är en udde i Antarktis. Den ligger i Östantarktis. Australien gör anspråk på området.
Terrängen inåt land är huvudsakligen platt, men den allra närmaste omgivningen är varierad. Havet är nära Sperring Point åt nordost. Trakten är obefolkad. Det finns inga samhällen i närheten. 